# Alessandro D'Este (scultore)
Alessandro D'Este (Roma, 20 agosto 1783 – Roma, 8 dicembre 1826) è stato uno scultore italiano, figlio del più famoso Antonio.

## Biografia
Fin da giovane frequentò lo studio del Canova, che divenne poi suo protettore e committente.
Cominciò nel 1802 la sua attività di scalpellino.
Sette anni più tardi lo scultore di Possagno gli commissionò una serie di busti di artisti e letterati illustri.
Ricoprì anche cariche pubbliche: fu segretario dell'ispettorato delle Belle Arti; durante l'amministrazione francese (1809-1814) assunse la carica di viceconservatore del Museo Imperiale Vaticano; nel 1815 ricevette la nomina di sottodirettore dei Musei Vaticani.
Nel settembre dello stesso anno, in tale veste, raggiunse il Canova a Parigi, impegnato a recuperare le opere d'arte che lo Stato pontificio aveva dovuto cedere con il trattato di Tolentino.
Tornato a Roma nel gennaio 1816 fu eletto socio dell'Accademia di S. Luca.
Alla morte dello Scultore, eseguì il suo busto.
Morì a soli 43 anni.